# Holden Sunbird
De Holden Sunbird was een middenklasse-model van de Australische autobouwer Holden dat van 1976 tot 1980 geproduceerd werd. De Sunbird verscheen in twee series.

## Geschiedenis

### LX-serie
De Holden Sunbird werd in 1976 gelanceerd en was een afsplitsing van de eerder dat jaar geïntroduceerde Holden Torana. Die Torana was te bekomen met vier-, zes- en achtcilindermotoren. De viercilinderversie werd herzien en opnieuw gelanceerd als de Holden Sunbird. Visueel verschilde het model van de Torana met een ander radiatorrooster en aparte verchroomde wieldoppen. De Sunbird was in slechts één uitvoering te verkrijgen met keuze tussen een manuele vier- en een automatische drieversnellingsbak.

### UC-serie
In 1978 verscheen de nieuwe Holden Sunbird van de UC-serie. Deze keer waren er drie uitvoeringen, de basisversie, de SL en de SL/E. Het model had dezelfde 1,9 L motor van Opel-origine als de LX-Sunbird. Latere modellen hadden ook een 1,9 L Starfire-motor. Visueel verschilde de nieuwe Sunbird met vierkante koplampen en een gestroomlijnder voorfront. In 1979 werd de coupé-variant geschrapt, waardoor enkel nog de sedan overbleef. De laatste daarvan werd in september 1980 gebouwd. De opvolger was eerst de Holden Commodore en vanaf 1982 de nieuwe Holden Camira.
Historische modellen: 
Adventra ·
Apollo ·
Astra ·
Barina ·
Barina Spark ·
Belmont ·
Brougham ·
Business ·
Calibra ·
Camira ·
Caprice/Statesman ·
Captiva 5 ·
Captiva 7 ·
Colorado ·
Combo ·
Commodore ·
Crewman ·
Cruze ·
Drover ·
Epica ·
Frontera ·
Gemini ·
Jackaroo ·
Kingswood ·
Malibu ·
Monaro ·
Nova ·
One Tonner ·
Panel Van ·
Piazza ·
Premier ·
Rodeo ·
Sandman ·
Scurry ·
Shuttle ·
Special ·
Standard ·
Suburban ·
Sunbird ·
Tigra ·
Torana ·
Ute/Utility ·
Utility/Coupe Utility ·
Vectra ·
Viva ·
Volt ·
Zafira
Hoofdseries: 
FX · 
FJ · 
FE · 
FC · 
FB · 
EK · 
EJ · 
EH · 
HD · 
HR · 
HK · 
HT · 
HG · 
HQ · 
HJ · 
HX · 
HZ · 
VB · 
VC · 
VH · 
VK · 
VL · 
VN · 
VP · 
VR · 
VS · 
VT · 
VX · 
VY · 
VZ · 
VE · 
VF
Nevenseries:
WB · 
VG · 
VQ · 
VU · 
WH · 
WK · 
WL · 
WM · 
WN